# كوستاس سلوكاس
كوستاس سلوكاس (باليونانية: Κωνσταντίνος Σλούκας)‏ مواليد 15 يناير 1990، هو لاعب كرة سلة يوناني ويحمل الرقم 10. يبلغ طوله 6 قدم 2.75 بوصة (1.9 م).

## روابط خارجية
- كوستاس سلوكاس على موقع الاتحاد الدولي لكرة السلة (الإنجليزية)
- كوستاس سلوكاس على موقع الدوري الأوروبي لكرة السلة (الإنجليزية)
- كوستاس سلوكاس على موقع كرة السلة الأوروبية.كوم (الإنجليزية)
- كوستاس سلوكاس على موقع DraftExpress.com (الإنجليزية)
- كوستاس سلوكاس على موقع ريلجم (الإنجليزية)
- كوستاس سلوكاس على موقع بروبوليرز (الإنجليزية)
- كوستاس سلوكاس على موقع سبورتس رفرنس (الإنجليزية)